# Кизима Василь Трохимович
Васи́ль Трохи́мович Кизима (нар. 5 січня 1932, село Калинове, тепер Таращанського району Київської області) — український радянський діяч, начальник управління будівництва Чорнобильської атомної станції, Герой Соціалістичної Праці (14.09.1984). Депутат Верховної Ради УРСР 9—11-го скликань.

## Біографія
Народився в селянській родині.
Член КПРС з 1956 року.
У 1957 році закінчив Київський гідромеліоративний інститут.
У 1957—1964 роках — майстер, виконроб, головний інженер будівельно-монтажного управління на будівництві Добротвірської державної районної електростанції (ДРЕС) Львівської області.
У 1964—1967 роках — головний інженер, начальник будівельного управління Калуської теплоелектроцентралі Івано-Франківської області.
У 1967—1971 роках — начальник управління будівництва Бурштинської державної районної електростанції Івано-Франківської області.
У грудні 1971 — 1986 року — начальник управління будівництва Чорнобильської атомної станції (ЧАЕС) Київської області. У 1986 році брав участь в ліквідації аварії на Чорнобильській АЕС.
З 1986 року — на пенсії в місті Києві, інвалід Чорнобиля.

## Нагороди
- Герой Соціалістичної Праці (14.09.1984)
- два ордени Леніна (19.05.1980, 14.09.1984)
- орден Трудового Червоного Прапора (20.04.1971)
- медалі
- заслужений будівельник Української РСР